# Сінгуль
Сінгу́ль (рос. Сингуль) — присілок у складі Ялуторовського району Тюменської області, Росія.
Населення — 40 осіб (2010, 40 у 2002).
Національний склад станом на 2002 рік:
- росіяни — 97 %